# Mura di Scansano
Le mura di Scansano costituiscono l'opera muraria difensiva dell'omonimo borgo.

## Storia
La cinta muraria venne costruita dagli Aldobrandeschi a partire dal XII secolo; l'opera fu completata nel corso del Duecento.
In epoca rinascimentale furono effettuati numerosi interventi di riqualificazione, tra i quali l'aggiunta di una torre di avvistamento e la ricostruzione della porta di accesso al borgo.
Durante i secoli successivi l'originaria struttura difensiva venne ulteriormente modificata, con alcuni rimaneggiamenti dovuti ai lavori di ampliamento di alcuni edifici del centro storico.

## Descrizione
Le mura di Scansano, in buona parte incorporate nelle pareti esterne di alcuni edifici, presentano ancora alcuni tratti a vista rivestiti in pietra che ricordano l'originaria opera difensiva di epoca medievale.
Lungo la cinta muraria si trovano due strutture fortificate di epoca rinascimentale, una torre di avvistamento quattrocentesca a sezione circolare sul lato orientale e la caratteristica Porta Grossetana sul lato occidentale, di epoca cinquecentesca.